# أسبيست
أسبيست (بالروسية: Асбест) هي إحدى مدن روسيا في الكيان الفدرالي الروسي سفيردلوفسك أوبلاست.

## أعلام
- إيغور ميخونتسيف